# Konstantynów
Konstantynów è un comune rurale polacco del distretto di Biała Podlaska, nel voivodato di Lublino.
Ricopre una superficie di 87,06 km² e nel 2006 contava 4 065 abitanti.